# Robert Baker
Robert Baker (Memphis (Tennessee), 15 oktober 1979) is een Amerikaans acteur.

## Filmografie

### Films
Uitgezonderd korte films.
- 2022 Drawn Into the Night - als Ronnie
- 2022 Doula - als Tony
- 2017 Charlie Foxtrot - als agent O'Brien
- 2015 My Good Man's Gone - als Sully Nicholls
- 2014 The Last Time You Had Fun - als Simon
- 2014 Our RoboCop Remake - als Dick Jones
- 2013 Garden Apartments – als Eddie
- 2013 Devil's Knot – als rechercheur Bryn Ridge
- 2013 The Lone Ranger – als Navarro
- 2013 G.I. Joe: Retaliation – als Cobra commandant
- 2013 Virtually Heroes – als Books
- 2011 Hick – als Ray
- 2010 A Lure: Teen Fight Club – als Ronny
- 2010 Pickin' & Grinnin' – als Mel
- 2010 Crazy on the Outside – als Lance
- 2008 Indiana Jones and the Kingdom of the Crystal Skull – als M.P. sergeant
- 2008 Lone Rider – als Vic
- 2008 Leatherheads – als Stump
- 2007 Towelhead – als mr. Joffrey
- 2007 Save Me – als Lester
- 2006 Ambrose Bierce: Civil War Stories – als acteur
- 2006 Seraphim Falls – als Pope
- 2006 Special – als Everett
- 2005 Little Athens – als Berubi
- 2004 The Ladykillers – als quarterback
- 2003 Out of Time – als Tony Dalton
- 2003 Old School – als student
- 2002 The Funkhousers – als Murch
- 2001 Ruling Class – als Andre
- 1999 Angel on Abbey Street – als feestganger

### Televisieseries
Uitgezonderd eenmalige gastrollen.
- 2022 Pivoting - als Dan - 5 afl.
- 2018-2021 Supergirl - als Otis Graves - 12 afl.
- 2018 Wrecked - als Brewster - 6 afl.
- 2018 The Originals - als Emmett - 3 afl.
- 2018 Santa Clarita Diet - als Boone Traver - 2 afl.
- 2016-2017 Longmire - als Joe-Mega - 4 afl.
- 2017 Riverdale - als Robert Phillips - 2 afl.
- 2009-2016 Grey's Anatomy – als dr. Charles Percy – 13 afl.
- 2015 Texas Rising - als Big Foot Wallace - 5 afl.
- 2014 True Blood - als Mack - 3 afl.
- 2013 Justified – als Randall Kusik – 3 afl.
- 2008-2009 Valentine – als Leo Francisci / Hercules Leonardo Joveson – 8 afl.
- 2004 Six Feet Under – als priester – 2 afl.
- 2004 Dragnet – als Rob Payne – 2 afl.

- Library of Congress Control Number: no2004074620
- Virtual International Authority File: 66185938
- WorldCat: E39PBJyGYQKV4dBMHHrqGMWbh3